# Погодин, Радий Петрович
Ра́дий Петро́вич Пого́дин (16 августа 1925[…], Валдайский уезд, Новгородская губерния — 30 марта 1993[…], Санкт-Петербург) — русский советский писатель, поэт и сценарист, художник, детский писатель.

## Биография
Родился 16 августа 1925 года в валдайской деревне Дуплёво.
В 1927 году вместе с семьёй переехал в Ленинград, где его отец с матерью разошлись. 
С 16 сентября по 6 ноября 1941 в блокадном Ленинграде работал слесарем в авторемонтных мастерских СЗФ.
В 1942 году ослабевший от голода был эвакуирован из города, в котором пережил первую блокадную зиму, в Пермскую область. Работал там монтёром и кочегаром в детском доме.
После окончания пехотного училища Погодин был отправлен в действующую армию. Участвовал в освобождении левобережья УССР, форсировал Днепр, был ранен. После госпиталя был направлен в 33-ю гвардейскую мотострелковую бригаду 9-го гвардейского танкового корпуса 2-й гвардейской танковой армии 1-го Белорусского фронта в разведку. Участвовал в боях под Яссами, освобождал Люблин, Варшаву, брал Берлин.  Был награждён двумя орденами Красной Звезды и Орденами Славы II и III степени
В 1945 году в звании сержанта уволен в запас. После демобилизации из армии учился на подготовительных курсах в ЛГИ имени Г. В. Плеханова. В 1946 году стал работать в пожарной охране в Москве. Начал печататься в ведомственной многотиражке «Боевой сигнал». При обсуждении в редакции Постановления Оргбюро ЦК ВКП(б) «О журналах „Звезда“ и „Ленинград“» выступил в защиту М. М. Зощенко и А. А. Ахматовой, после чего в 1946—1947 годах из-за угрозы ареста скрывался, затем вернулся в Ленинград к отцу. Устроился на работу, был арестован и осуждён по статье 58-10, «антисоветская пропаганда». Отбыв срок (1948—1950), вернулся в Ленинград, в 1953 году переехал в Йошкар-Олу и начал работать на радио.
В 1954 году Погодин снова вернулся в Ленинград. В альманахе «Дружба» был опубликован его первый рассказ: «Мороз», а в 1957 году издана первая книга писателя «Муравьиное масло». В 1959 году Погодин был принят в СП СССР.
Широкую известность получили его рассказы для детей, рассказ «Кто согрел море» представлял СССР (наряду с рассказами В. К. Железникова, О. Донченко, М. Мревлишвили, Я. Раннапа, Х. Назира) в сборнике рассказов писателей разных стран «Дети мира» (1962), подготовленном международной редакционной коллегией (издан в СССР в 1965 году). В 1990-х издал автобиографический роман на основании своего опыта войны — «Я догоню Вас на небесах».
Погодин скончался 30 марта 1993 года. Похоронен в Санкт-Петербурге на Волковском кладбище.

## Семья
Радий Петрович Погодин был женат на Маргарите Николаевне Ковтун. Они поженились в конце 1950 года и прожили вместе 42 года, до самой смерти Радия Петровича. В 1953 году у них родилась дочь Елена.

## Творчество
Творчеству Погодина присущ широкий диапазон тем, форм, читательской направленности: у него есть книги для дошкольников, повесть о войне «Живи, солдат», автобиографический роман «Я догоню вас на небесах», и многочисленные произведения о мирной жизни.
Критика отмечала его способность передать внутреннее становление подростка — «тревожное и смутное состояние души на пороге превращения, трепетное прорастание зерна, предчувствие крыльев».
Литературный критик и писатель В. М. Воскобойников в статье о Погодине пишет о его близости Андрею Платонову «по многим творческим идеалам».

## Награды
- орден Славы II степени (10.5.1945)
- орден Славы III степени (26.2.1945; был представлен к ордену Отечественной войны II степени)
- два ордена Красной Звезды (15.6.1944, был представлен к ордену Отечественной войны II степени; 13.5.1945)
- орден Отечественной войны II степени (6.4.1985)
- орден «Знак Почёта» (1975)
- 1976 — Возвращены боевые награды, отобранные при аресте
- орден Дружбы народов (16.11.1984)
- медали

## Литературные награды и премии
- Государственная премия РСФСР имени Н. К. Крупской (1985) — за книгу «Лазоревый петух моего детства»
- 1982 — премия СП РСФСР. Почётный Диплом Международного Совета по детской и юношеской литературе имени Ханса Кристиана Андерсена — за книгу «Перейти речку вброд».
- 1984 — премия ЮНИСЕФ на Всемирном кинофестивале в Западном Берлине за фильм «Что у Сеньки было».
- 1987 — почётный Диплом Всесоюзного конкурса на лучшую детскую книгу — за разработку современной литературной сказки для детей.
- 1989 — международная премия имени Максима Горького за книгу «Книжка про Гришку». Диплом первой степени XXX Всероссийского конкурса «Искусство книги» за книгу «Земля имеет форму репы».
- 1998 — почётный диплом за вклад в Российскую литературу, книжную культуру для детства и отрочества. Национальная секция Международного Совета по детской книге. Совет по детской книге России.

## Фильмография
Сценарист:
- 1960 — Ребята с Канонерского
- 1962 — Павлуха
- 1963 — Полустанок
- 1967 — Дубравка
- 1970 — Шаг с крыши
- 1970 — Валерка, Рэмка +...
- 1971 — Шутите? (киноальманах, сюжеты «Вандербуль бежит за горизонт» и «Шутите?»)
- 1972 — Включите северное сияние
- 1974 — Рассказы о Кешке и его друзьях
- 1976 — Цветы для Оли
- 1980 — Ожидание
- 1984 — Что у Сеньки было
- 1990 — Рок-н-ролл для принцесс
- 1994 — Трень-брень